# Абдущеев, Игорь Михайлович
Игорь Михайлович Абдущеев (род. 13 апреля 1985, Актюбинск) — казахстанский футболист, нападающий.

## Карьера
Воспитанник актюбинской школы футбола. Профессиональную карьеру начал в 16-летнем возрасте в команде «Актобе». Сначала сыграв в кубке Казахстана против «Атырау», далее один матч в чемпионате вышел во втором тайме против «Жетысу». До самого 2007 года совмещал игру за «Актобе», и её резервную команду «Актобе-Жас». С 2008 года играл только в первенстве первой лиги, в том году стал лучшим бомбардиром и игроком первенства. В 2009 году получил приглашение от алма-атинского «Кайрата», с которым выиграл первую лигу.
После игровой карьеры начал работать детским тренером в Актобе.

## Достижения

### Клубные
- Чемпион Казахстана (2): 2005, 2007
- Серебряный призёр Казахстана: 2006
- Победитель первой лиги Казахстана: 2009
- Бронзовый призёр первой лиги Казахстана (2): 2010, 2012

### Личные
- Лучший футболист первой лиги Казахстана: 2008[2]
- Лучший бомбардир первой лиги Казахстана: 2008